# Михайловцы (Красиловский район)
Михайловцы (укр. Михайлівці) — село в Красиловском районе Хмельницкой области Украины.
Население по переписи 2001 года составляло 560 человек. Почтовый индекс — 31073. Телефонный код — 3855. Занимает площадь 1,691 км². Код КОАТУУ — 6822787201.

## Местный совет
31073, Хмельницкая обл., Красиловский р-н, с. Михайловцы, ул. Первомайская